# L'equazione di Dio
L'equazione di Dio (Calculating God) è un romanzo di fantascienza del 2000 scritto da Robert J. Sawyer. 

## Trama
Hollus è un ragno intelligente ed evoluto venuto dallo spazio. Un giorno entra nel Royal Museum di Toronto, e chiede di parlare con uno scienziato; portato al cospetto del paleontologo Thomas Jericho, intraprenderà con lui una discussione in cui rivelerà importanti informazioni sulle origini della vita. Tra le altre cose propone al professore e a tutto il genere umano di unirsi ad una ricerca interplanetaria che altre razze hanno già cominciato per conto loro, ma che richiede gli sforzi congiunti delle migliori menti di ogni specie. La ricerca infatti vuole dare risposta alla domanda più antica del mondo: perché Dio ci ha creati? E soprattutto che intenzione ha con la sua creazione?

## Riconoscimenti
Il romanzo è stato nominato tra i candidati sia al Premio Hugo per il miglior romanzo che al  Premio John Wood Campbell Memorial nel 2001, tuttavia non è riuscito a vincere nessuno dei due premi.

## Edizioni
- Robert J. Sawyer, L'equazione di Dio, Urania n. 1414, Arnoldo Mondadori Editore, 2001.